# Općina Dežanovac
Dežanovac ist eine Gemeinde in der Gespanschaft Bjelovar-Bilogora in Kroatien.

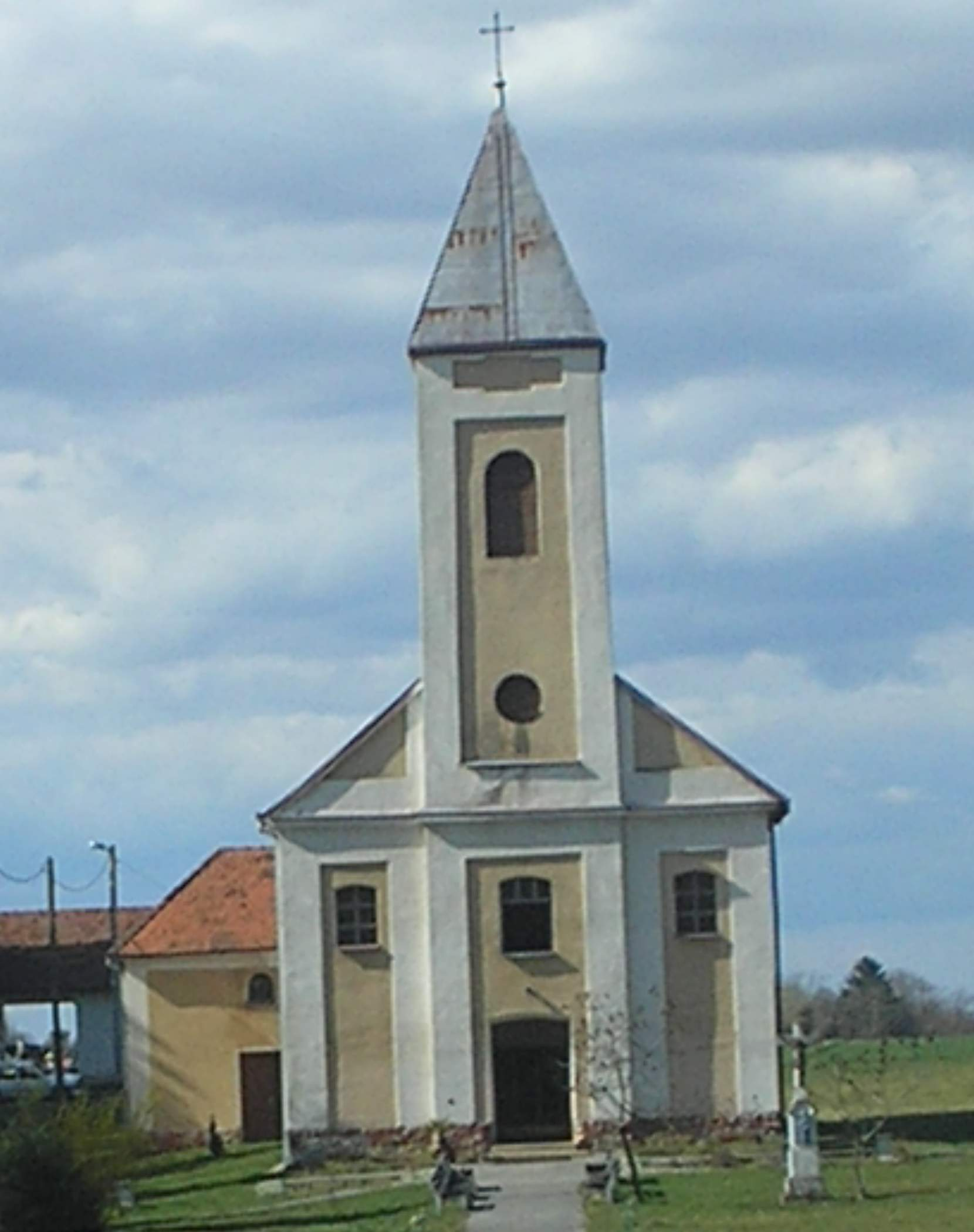
Kirche Hl. Bartolo in Dežanovac

## Ortschaften und Einwohner
Die Gesamtgemeinde Dežanovac hatte laut der Volkszählung 2011, 2715 Einwohner verteilt auf 12 Ortschaften:
| - Blagorodovac – 229 - Dežanovac – 888 - Donji Sređani – 183 - Drlež – 17 - Golubinjak – 154 - Gornji Sređani – 265 - Goveđe Polje – 100 - Ivanovo Polje – 233 - Kaštel Dežanovački – 45 - Kreštelovac – 125 - Sokolovac – 222 - Trojeglava – 254 Laut der Volkszählung 2011 lebten zu diesem Zeitpunkt auf dem politisch zur Gemeinde Dežanovac gehörenden Gebiet 2715 Menschen, darunter: - Kroaten – 1598 (58,86 %) - Tschechen – 627 (23,09 %) - Serben – 318 (11,71 %) - Ungarn – 111 (4,09 %) - Deutsche – 7 - Italiener – 7 - Bosniaken – 2 - Slowaken – 3 - andere – 42 |